# OGLE-TR-10b
OGLE-TR-10b es un planeta extrasolar, que orbita la estrella OGLE-TR-10.
El planeta fue detectado por primera vez dentro de una investigación del Experimento de lente óptica gravitacional (Optical Gravitational Lensing Experiment, u OGLE) en 2002. La estrella presentaba una pequeña disminución en su brillo cada aproximadamente 3 días, y una curva de tránsito astronómico similar a la de HD 209458b, el primer exoplaneta encontrado por el método de tránsitos. Sin embargo, el descubrimiento no fue confirmado hasta 2004, cuando se pudo medir su masa por medio del método de velocidad radial, ya que otros objetos, como estrellas enanas marrones o rojas pueden imitar el tránsito de un exoplaneta. Su masa pudo ser determinada como menor a la de Júpiter, y fue confirmado como el quinto planeta descubierto por OGLE.

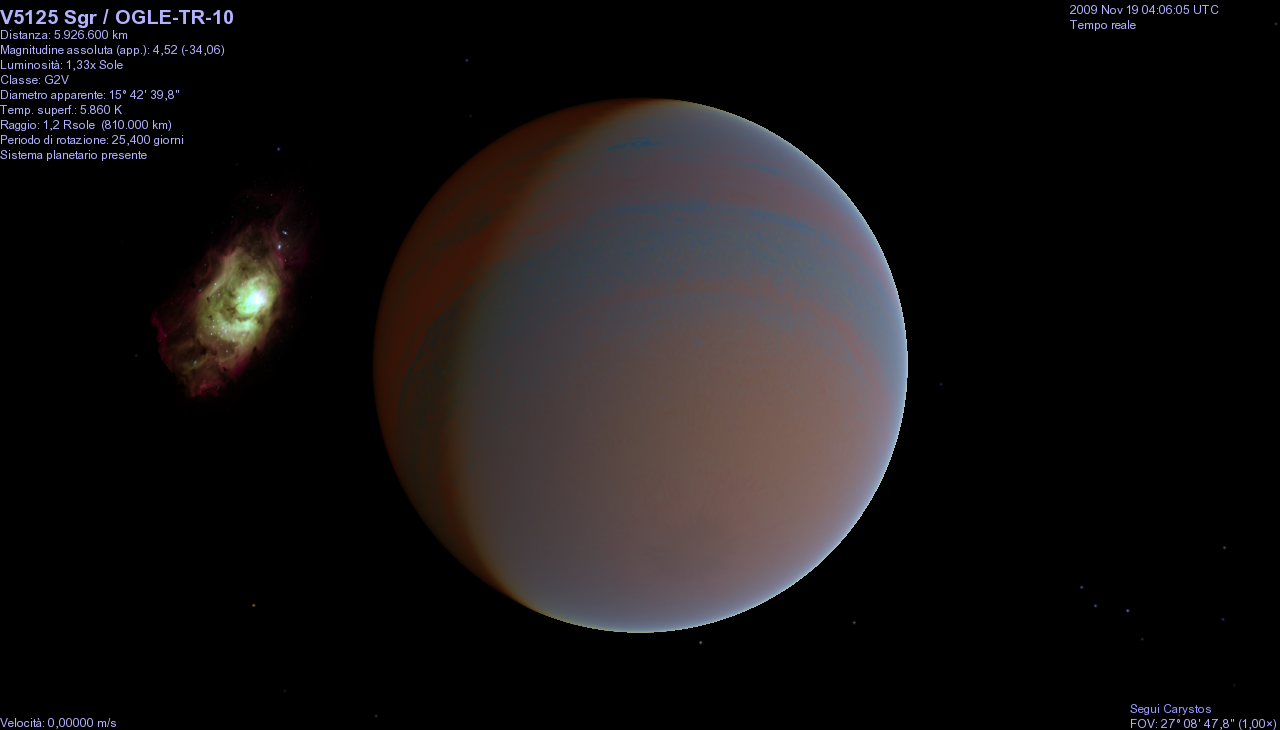
Concepción artística de OGLE-TR-10b detrás de la Nebulosa de la Laguna (M8)

El planeta es un Júpiter caliente típico. Este tipo de planetas poseen masas comparables a la de Júpiter, pero tienen órbitas menores a la de Mercurio. Por lo mismo, el radio del planta, mayor al de Júpiter, tal vez pueda ser explicado por las elevadas temperaturas a la que se encontrarían su superficie y atmósfera.
Su estrella madre fue identificada como un "candidato prometedor" durante la campaña de búsqueda del equipo de OGLE durante 2001.